# Carlos Raffaelli
Carlos Alberto Raffaelli (Rafaela, 2 dicembre 1954) è un ex cestista argentino.

## Carriera
Con l'Argentina ha disputato i Campionati mondiali del 1974.